# Нерелло Маскалезе
Нерелло Маскалезе (італ. Nerello mascalese) — італійський технічний сорт червоного винограду.

## Географія
Сорт є автохтонним сортом Сицилії, вважається що він виник у долині Маскалі, яка розташована між вулканом Етна та узбережжям. Звідси він і отримав свою назву. Також вирощується у Калабрії.

## Характеристики сорту
Пізньостиглий сорт, врожай збирають між другим і третім тижнями жовтня. Сорт традиційно вирощують на висоті від 350 до 1000 метрів над рівнем моря.

### Ботанічний опис
Лист великий, п'ятикутний, трилопатевий, зелені жилки, зверху і знизу. Промислове стигле гроно велике, довжиною 20-25 см, видовжене, конічне, з одним або декількома більш-менш розвиненими «крилами», середньо-компактне. Квітконос здерев'янілий до першого розгалуження. Вусики роздвоєні і трійчасті, короткі, тонкі, зелено-жовтуваті, розподілені нерівномірно. Суцвіття конічне, довжиною близько 14 см. Ягода середня, субеліпсоїдна, правильної форми, з правильним перерізом. Шкірка світло-блакитна, вкрита шаром кутину, товста і міцна. Соковита та м'яка м'якоть, з простим і солодким смаком. Сік легкий, солом'яно-жовтий.

## Характеристики вина
Нерелло маскалезе часто купажують з іншим місцевим сортом — нерелло каппуччо (італ. Nerello Cappuccio). З них отримують високоякісні, складні вина з м'якими танінами, приємною кислотністю та мінеральними нотами. Зазвичай мають високий вміст алкоголю (13-14 °) та гарний потенціал для витримки. Колір вина не дуже насичений. На смак винограду та відповідно вина дуже впливає теруар, він може суттєво відрізнятись на різних виноградниках.